# Union Sportive de la Médina d'Alger 2012-2013

## Rosa 2012-2013
| N. |                       | Ruolo | Calciatore                 |
| -- | --------------------- | ----- | -------------------------- |
| 1  | Algeria (bandiera)    | P     | Mohamed Lamine Zemmamouche |
| 4  | Algeria (bandiera)    | D     | Abdelkader Laïfaoui        |
| 5  | Algeria (bandiera)    | D     | Adel Maïza                 |
| 6  | Algeria (bandiera)    | D     | Farouk Chafaï              |
| 8  | Algeria (bandiera)    | A     | Ahmed Gasmi                |
| 9  | Algeria (bandiera)    | A     | Noureddine Daham           |
| 10 | Algeria (bandiera)    | C     | Mohamed Boualem            |
| 11 | Algeria (bandiera)    | C     | Hocine El Orfi             |
| 12 | Madagascar (bandiera) | A     | Carolus                    |
| 13 | Algeria (bandiera)    | C     | Nassim Bouchema            |
| 14 | Algeria (bandiera)    | C     | Lamouri Djediat            |
| 15 | Algeria (bandiera)    | C     | Bouazza Feham              |
| 16 | Algeria (bandiera)    | P     | Ismaïl Mansouri            |
| 18 | Algeria (bandiera)    | C     | Saad Tedjar                |

| N. |                    | Ruolo | Calciatore            |
| -- | ------------------ | ----- | --------------------- |
| 20 | Algeria (bandiera) | C     | Nacereddine Khoualed  |
| 23 | Algeria (bandiera) | C     | Hamza Koudri          |
| 24 | Algeria (bandiera) | D     | Youcef Benamara       |
| 25 | Algeria (bandiera) | C     | Mokhtar Benmoussa     |
| 26 | Algeria (bandiera) | D     | Brahim Bedbouda       |
| 27 | Algeria (bandiera) | D     | Mohamed Yekhlef       |
| 29 | Algeria (bandiera) | P     | Amara Daïf            |
| 30 | Algeria (bandiera) | D     | Mohamed Rabie Meftah  |
| 32 | Algeria (bandiera) | P     | Mohamed Amine Sahnoun |
| 47 | Algeria (bandiera) | C     | Zinedine Ferhat       |
| 48 | Algeria (bandiera) | A     | Mohamed Seguer        |
| —  | Mali (bandiera)    | D     | Abdoulaye Maïga       |
| —  | Algeria (bandiera) | A     | Hichem Mokhtari       |